# Pather Panchali
Pather Panchali (br: A Canção da Estrada)  é um filme indiano do gênero drama dirigido por Satyajit Ray.
Foi o primeiro filme do diretor e é o seu mais famoso. 

## Sinopse
O filme conta a história de um jovem garoto chamado Apu que vive com a irmã, mãe e uma velha tia numa pequena e pobre vila Indiana. Seu pai, um poeta, sai da vila para procurar um emprego para poder tirar sua família da pobreza. Ele e sua irmã Durga se aventuram nas matas e descobrem novas coisas a cada dia. 

## Elenco
- Karuna Bannerjee .... Sarbojaya Ray
- Subir Bannerjee .... Apu
- Uma Das Gupta .... Durga
- Kanu Bannerjee .... Harihar Ray
- Chunibala Devi .... Indir Thakrun
- Runki Banerjee .... Durga pequena
- Reba Devi .... Seja Thakrun
- Aparna Devi .... Esposa de Nilmoni